# Al Pacino
Alfredo James "Al" Pacino (25. travnja 1940.), proslavljeni je američki filmski i kazališni glumac, dobitnik nagrada Oscar, Emmy i Tony.  
Oscara za najbolju mušku ulogu dobio je 1992. godine za ulogu u filmu Miris žene.  
Nikada se nije oženio, no s glumicom Beverly D'Angelo ima blizance koji se zovu Anton i Olivia (rođeni 2001.), a još prije je dobio kćer Julie Marie s Jan Tarrant.

## Rani život
Pacino je rođen 25. travnja 1940. godine u New Yorku, na Manhattanu, u obitelji Salvatorea Pacina, Talijana i Rose Gerard, Amerikanke. Roditelji su mu se razveli kad imao dvije godine, nakon čega se Al preselio s majkom u Bronx, živjeti s djedom i bakom, koji su podrijetlom bili sa Sicilije. Njegov otac Salvatore preselio se u Kaliforniju, radeći kao prodavač osiguranja i vlasnik restorana.
Pacino je pohađao glumačku školu na Manhattanu.
Zbog teških vremena, otac mu je morao zatvoriti restoran početkom devedesetih. Salvatore Pacino umro je u 82 godini, 1. siječnja 2005. godine.

## Karijera

### 1960-te
Godine 1966. je pohađao klasu legendarnog glumačkog učitelja Leeja Strasberga (s kojim će se pojaviti 1974. godine u filmu Kum II). Gluma je bila talent koji je posjedovao od djetinjstva, iako je ostao bez novca i krova nad glavom. Krajem desetljeća, osvojio je nagradu Obie za predstavu The Indian Wants the Bronx i nagradu Tony za najboljeg sporednog glumca u predstavi koja je igrala na Broadwayu, Does the Tiger Wear a Necktie?. Na ekranu se prvi put pojavio u televizijskoj seriji N.Y.P.D. 1968. godine, i nezapaženom debiju na filmu, Me, Natalie iste godine.

### 1970-te
U filmu iz 1971. The Panic in Needle Park, u kojem je glumio ovisnika o heroinu, privukao je pozornost redatelja  Francisa Forda Coppole.
Pacinov put do slave počeo je nakon uloga Michaela Corleonea u Coppolinu blockbusteru iz 1972. godine, mafijaškom filmu Kum, i Franka Serpica u filmu Serpico 1973. godine.
Iako je nekoliko poznatih glumaca, između ostalih Robert Redford, Warren Beatty, i malo poznati Robert De Niro, pretendiralo na ulogu Michaela Corleonea, redatelj Coppola odabrao je relativno nepoznatog Pacina, što je izazvalo konsternaciju među šefovima studija. Uloga mu je donijela prvu nominaciju za Oscara za najboljeg sporednog glumca. Godine 1973. Pacino je nastupio u vrlo uspješnom Serpicu.
Godine 1974. Pacino je reprizirao ulogu Michaela Corleonea u vrlo uspješnom nastavku Kum II, koji je proglašen ravnim izvorniku. Godine 1975. požnjeo je novi uspjeh filmom Pasje poslijepodne, temeljenom na istinitoj priči o pljačkašu banaka, Johnu Wojtowiczu.
Tijekom sedamdesetih, Pacino je imao četiri nominacije za Oscara za najboljeg glumca za uloge u filmovima Serpico, Kum II, Pasje poslijepodne i ...I pravda za sve.
Pacino je nastavio glumiti u kazalištu, što mu je donijelo drugu nagradu Tony, za ulogu u predstavi The Basic Training of Pavlo Hummel. Nastupio je u glavnoj ulozi u predstavi Richard III., unatoč slabom odazivu kritike.

### 1980-te
godine.
Pacinova karijera zapala je u krizu početkom osamdesetih, i njegova pojavljivanja u kontroverznim filmovima Cruising i humornoj drami Autor! Autor! kritika je pokopala. Uloga Tonyja Montane u filmu Lice s ožiljkom iz 1983. godine, redatelja Briana DePalme, bio je njegov vrhunac karijere. Pacino je zaradio nominaciju za Zlatni globus za ulogu kubanskog kralja narkotika.
Kasnije je, u intervjuu, Barbari Walters priznao da je Tony Montana njegova najbolja uloga u karijeri.
Revolucija iz 1985. godine bila je neuspjeh na komercijalnom planu, a i kritičari nisu imali lijepe riječi za film, što je rezultiralo četverogodišnjom Pacinovom apstinencijom od filma, a u međuvremenu se vratio kazalištu. Vratio se filmu 1989. godine s filmom More ljubavi.

### 1990-te
Pacino je zaradio novu nominaciju za Oscara za ulogu Big Boy Capricea u kino hitu Dick Tracy (1990.), a nakon toga slijedila je njegova najslavnija uloga, ona Michaela Corleonea, u  Kumu III. Konačno je osvojio Oscara za najbolju glavnu ulogu, za portret depresivnog, razdražljivog i umirovljenog slijepog pukovnika Franka Sladea u filmu Martina Bresta Miris žene (1992.). Iste godine bio je nominiran i za najbolju sporednu ulogu za film Glengarry Glen Ross, što je Pacina učinilo prvim glumcem u povijesti koji je zaradio dvije nominacije za uloge u dva različita filma iste godine, te koji je osvojio Oscara za glavnu ulogu (kao i Jamie Foxx 2005.). Tijekom te godine, Pacinu je ponuđena uloga Batmanova neprijatelja Two-Facea u vrlo uspješnoj animiranoj seriji o Batmanu, ali ju je odbio. Okrenuo se ulogama u uspješnim kriminalističkim dramama kao što su Carlitov način (1993.), Donnie Brasco (1997.), Probuđena savjest (1999.) i Nesanica (2002.).
Godine 1995. Pacino je nastupio u filmu Michaela Manna, Vrućina, u kojem se on i druga filmska ikona, Robert De Niro, pojavljuju zajedno na filmu prvi put. (Iako su obojica glumili u Kumu II, nisu se pojavili u istoj sceni. Ovo pojavljivanje izazvalo je mnogo pozornosti jer su ih tijekom godina dosta uspoređivali). Godine 1997. Pacino je zaradio odlične kritike glumeći  Sotonu u nadrealnoj drami Đavolji odvjetnik.
Od Mirisa žene nije bio zaradio nijednu novu nominaciju za Oscara, ali je osvojio dva Zlatna globusa poslije 2000. godine, prvo nagradu Cecil B. DeMille za životno djelo na filmu, a drugu za ulogu za hvaljenoj miniseriji HBO-a, Anđeli u Americi.
Pacino je odbio mnoge velike uloge u svojoj karijeri, kao što su one Han Sola u Ratovima zvijezda, satnika Willarda u Apokalipsi danas, Jimmyja Conwaya u Dobrim momcima, Richarda Shermana u nikada snimljenom remakeu The Seven Year Itch, i Edwarda Lewisa u filmu Zgodna žena. Godine 1996. je bio kandidat za ulogu generala Manuela Noriege u biografskom filmu Olivera Stonea, sve dok se Stone nije odlučio da će ipak snimati film Nixon. Pacino je dobio i svoju zvijezdu na Stazi slavnih u Hollywoodu.

### 2000-te
Pacino je nedavno odbio ponudu posuditi glas Michaelu Corleoneu u igrici Kum, jer mu se glas promijenio otkad je početkom sedamdesetih glumio Michaela u prva dva nastavka Kuma. Kao rezultat svega, tvrtki Electronic Arts nije bilo dopušteno uporaba Pacinova lika ili glasa u igri, iako se lik Corleonea pojavio u njoj.
Pacino je 2003. godine nastupio u HBO-ovoj miniseriji Anđeli u Americi u ulozi odvjetnika Roya Cohna. Pacino još glumi u kazalištu, a okušao se i u režiranju filmova. Iako The Local Stigmatic još nije objavljen, njegov film prikazan na festivalu, Chinese Coffee zaradio je dobre recenzije. Na AFI-jevoj listi 100 najboljih pozitivaca i negativaca u zadnjih 100 godina, on je drugi glumac koji se pojavio na obje liste: na "listi pozitivaca" s ulogom Franka Serpica, a na "listi negativaca" s ulogom Michaela Corleonea.
U listopadu 1997. godine, Pacino je stavljen na četvrto mjesto 100 najvećih filmskih zvijezda svih vremena u izboru časopisa Empire, a kasnije se pojavio i na prvom mjestu u izboru britanskog Channel 4.

## Privatni život
Iako se nikad nije ženio i sa statusom vječnog neženje, Pacino ima troje djece. Prvo, Julie Marie, je njegova kći s profesoricom glume Jan Tarrant. Osim nje, ima i blizance, Anton i Oliviju, s bivšom djevojkom Beverly D'Angelo.

## Nagrade

### Oscari
- Nominiran: Najbolji sporedni glumac - Kum (1972.)
- Nominiran: Najbolji glumac - Serpico (1973.)
- Nominiran: Najbolji glumac - Kum II (1974.)
- Nominiran: Najbolji glumac - Pasje poslijepodne (1975.)
- Nominiran: Najbolji glumac - ...I pravda za sve (1979.)
- Nominiran: Najbolji sporedni glumac - Dick Tracy (1990.)
- Nominiran: Najbolji sporedni glumac - Glengarry Glen Ross (1992.)
- Pobjednik: Najbolji glumac, Miris žene (1992.)

### BAFTA nagrade
- Nominiran: Najbolji novi glumac - Kum (1973.)
- Nominiran: Najbolji glumac - Serpico (1975.)
- Pobjednik: Najbolji glumac - Kum II (1974.)
- Pobjednik: Najbolji glumac - Pasje poslijepodne (1976.)
- Nominiran: Najbolji sporedni glumac - Dick Tracy (1991.)

### Emmy nagrade
- Pobjednik: Najbolji glavni glumac u miniseriji ili filmu - Anđeli u Americi (2004.)

### Zlatni globusi
- Nominiran: Najbolji glumac - drama - Kum (1973.)
- Pobjednik: Najbolji glumac - drama - Serpico (1974.)
- Nominiran: Najbolji glumac - drama - Kum II (1975.)
- Nominiran: Najbolji glumac - drama - Pasje poslijepodne (1976.)
- Nominiran: Najbolji glumac - drama - Bobby Deerfield (1978.)
- Nominiran: Najbolji glumac - drama - ...I pravda za sve (1980.)
- Nominiran: Najbolji glumac u mjuziklu ili komediji - Autor! Autor! (1983.)
- Nominiran: Najbolji glumac - drama - Lice s ožiljkom (1984.)
- Nominiran: Najbolji glumac - drama - More ljubavi (1990.)
- Nominiran: Najbolji sporedni glumac - Dick Tracy (1991.)
- Nominiran: Najbolji glumac - drama - Kum III (1991.)
- Nominiran: Najbolji sporedni glumac - Glengarry Glen Ross (1993.)
- Pobjednik: Najbolji glumac - drama - Miris žene (1993.)
- Pobjednik: Nagrada Cecil B. DeMille (2001.)
- Pobjednik: Najbolji glumac u miniseriji ili televizijskom filmu - Anđeli u Americi

## Filmografija
| Godina | Naslov               | Uloga                          | Bilješke                      |
| ------ | -------------------- | ------------------------------ | ----------------------------- |
| 1971.  | Panika u Parku droge | Bobby                          |                               |
| 1972.  | Kum                  | Michael Corleone               | Honorar: $35,000              |
| 1973.  | Strašilo             | Francis Lionel 'Lion' Delbuchi |                               |
| 1973.  | Serpico              | Frank Serpico                  |                               |
| 1974.  | Kum II               | Michael Corleone               | Honorar: $500,000+10% profita |
| 1975.  | Pasje poslijepodne   | Sonny                          |                               |
| 1977.  | Bobby Deerfield      | Bobby Deerfield                |                               |
| 1979.  | ...I pravda za sve   | Arthur Kirkland                |                               |
| 1980.  | Noćno kruženje       | Steve Burns                    |                               |
| 1982.  | Autor! Autor!        | Ivan Travalian                 |                               |
| 1983.  | Lice s ožiljkom      | Tony Montana                   |                               |
| 1985.  | Revolucija           | Tom Dobb                       |                               |
| 1989.  | More ljubavi         | Frank Keller                   |                               |
| 1990.  | Dick Tracy           | Big Boy Caprice                |                               |
| 1990.  | Kum III              | Michael Corleone               | Honorar: $5,000,000           |
| 1990.  | The Local Stigmatic  | Graham                         |                               |
| 1991.  | Frankie i Johnny     | Johnny                         |                               |
| 1992.  | Miris žene           | Frank Slade                    |                               |
| 1992.  | Glengarry Glen Ross  | Ricky Roma                     |                               |
| 1993.  | Carlitov način       | Carlito 'Charlie' Brigante     |                               |
| 1995.  | Vrućina              | Vincent Hanna                  |                               |
| 1995.  | Two Bits             | Gitano Sabatoni                |                               |
| 1996.  | Looking for Richard  | Redatelj                       |                               |
| 1996.  | Gradska vijećnica    | John Pappas                    |                               |
| 1997.  | Đavolji odvjetnik    | John Milton                    |                               |
| 1997.  | Donnie Brasco        | Benjamin 'Lefty' Ruggiero      |                               |
| 1999.  | Samo igra            | Tony D'Amato                   |                               |
| 1999.  | Probuđena savjest    | Lowell Bergman                 |                               |
| 2000.  | Chinese Coffee       | Harry Levine                   | Redatelj                      |
| 2002.  | S1m0ne               | Viktor Taransky                | Honorar: $11,000,000          |
| 2002.  | Nesanica             | Will Dormer                    |                               |
| 2002.  | Skandal              | Eli Wurman                     |                               |
| 2003.  | Svježa krv           | Walter Burke                   |                               |
| 2003.  | Anđeli u Americi     | Roy Cohn                       |                               |
| 2003.  | Gigli                | Starkman                       |                               |
| 2004.  | Mletački trgovac     | Shylock                        |                               |
| 2005.  | Sve za lovu          | Walter Abrams                  |                               |
| 2007.  | Oceanovih trinaest   | Willie Bank                    |                               |
| 2007.  | 88 minuta            | Jack Gramm                     |                               |
| 2008.  | Pravedno ubojstvo    | Detektiv David "Rooster" Fisk  |                               |

## Vanjske poveznice
- IMDb.com (engl.)
- Fan site (engl.)
- Uloge koje je Pacino odbio  Arhivirana inačica izvorne stranice od 1. siječnja 2009. (Wayback Machine) (engl.)
- Intervju (engl.)